# Peter Behrens

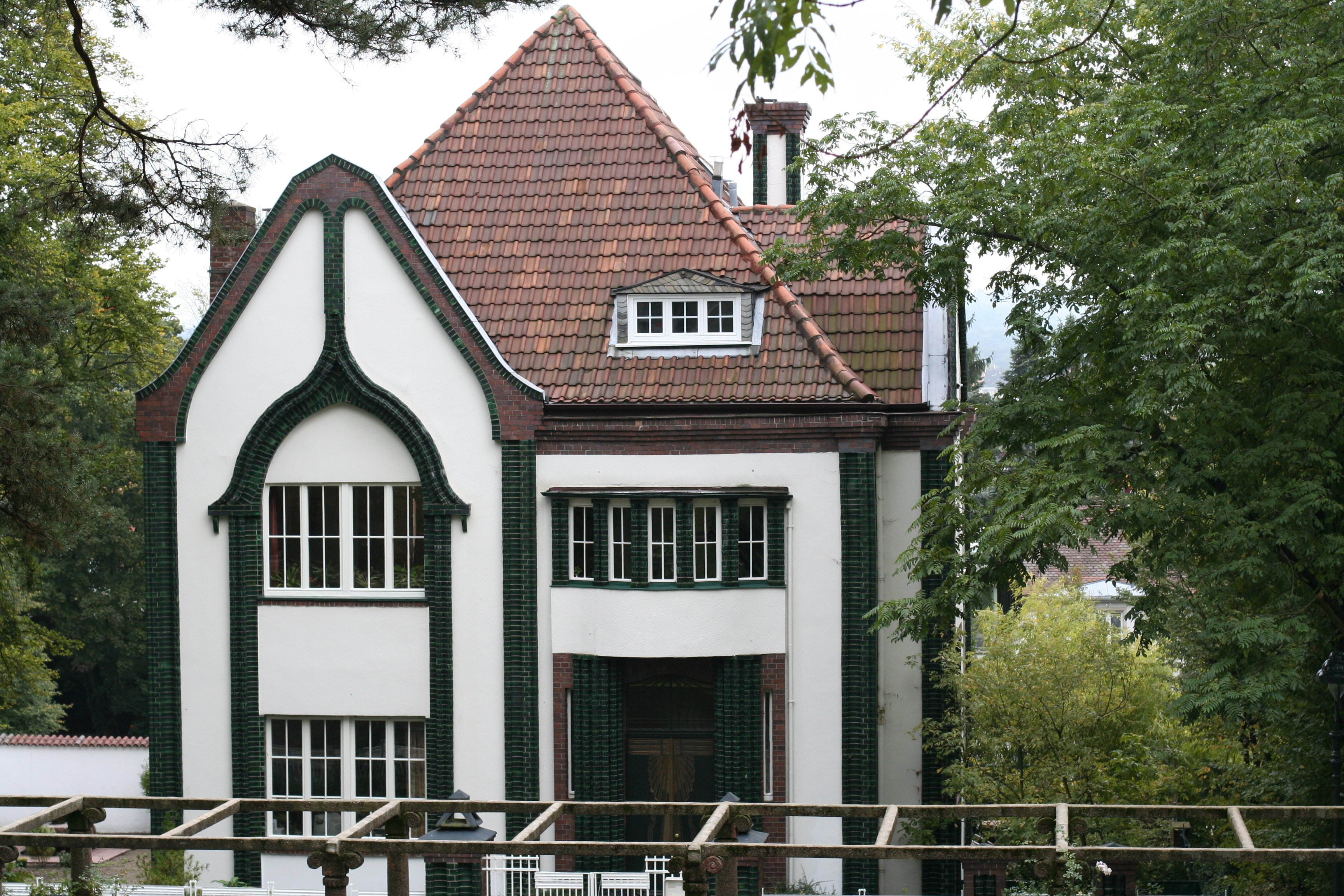
P. Behrens: dom własny w Darmstadt

Peter Behrens (ur. 14 kwietnia 1868 w Hamburgu, zm. 27 lutego 1940 w Berlinie) – niemiecki architekt, projektant form przemysłowych i malarz, przedstawiciel secesji i modernizmu, współzałożyciel Deutsche Werkbundu.

## Życiorys
Behrens studiował malarstwo na akademiach w Karlsruhe i Düsseldorfie u Ferdinanda Brütta.
W 1893 roku był współzałożycielem Secesji Monachijskiej, a od 1899 roku członkiem kolonii artystycznej Darmstädter Künstlerkolonie na wzgórzu Mathildenhöhe w Darmstadt, gdzie zaczął również działać jako architekt. W 1902 roku uczył na kursach w Muzeum Rzemiosła w Norymberdze, a w latach 1903–1907 kierował Szkołą Rzemiosła Artystycznego w Düsseldorfie. Od 1907 roku był doradcą artystycznym koncernu elektrycznego AEG, projektował zarówno wszelkie budynki fabryczne i biurowe, jak i formy produkowanych urządzeń (np. czajników, lamp, wentylatorów czy pieców elektrycznych), nadając im łatwo rozpoznawalne i powszechnie kojarzone cechy, przez co uznaje się go za pioniera corporate design. Projektował też wzory czcionek – w 1908 roku zaprojektował na szczycie gmachu Reichstagu inskrypcję Dem Deutschen Volke.
W 1907 roku był jednym z założycieli Deutsche Werkbundu. W 1921 roku Behrens był wykładowcą na Akademii Sztuk Pięknych w Düsseldorfie, a w latach 1922–1936 – profesorem architektury w Wiedniu.

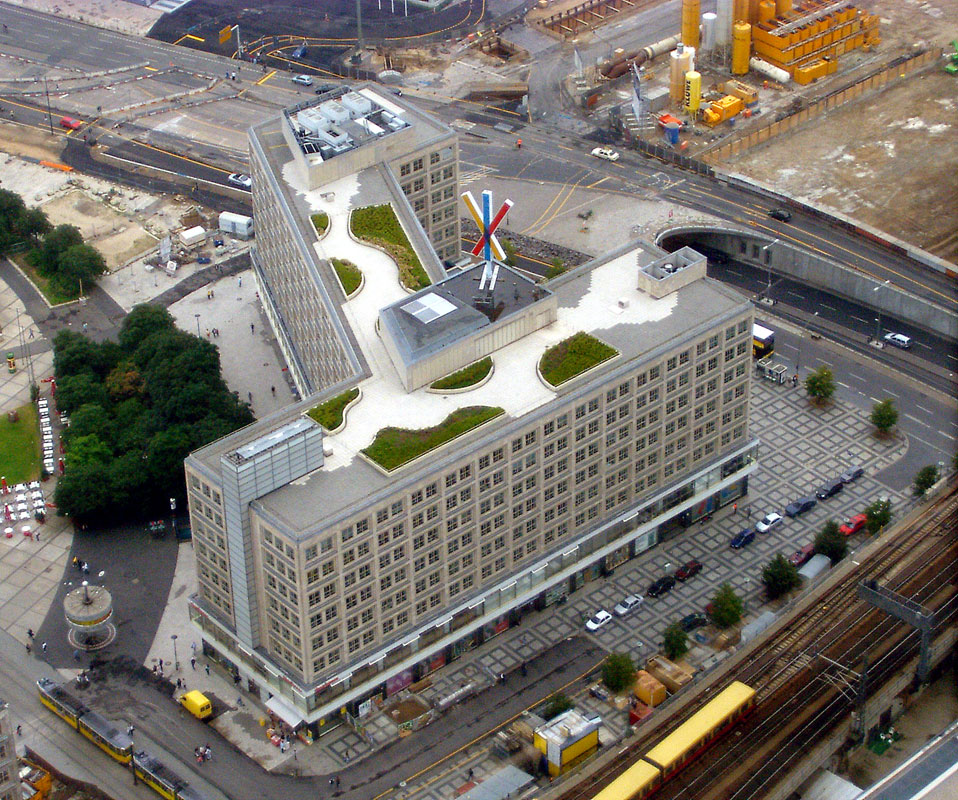
P. Behrens: Alexanderhaus w Berlinie

W berlińskiej pracowni Behrensa jako młodzi architekci terminowali m.in. Ludwig Mies van der Rohe, Le Corbusier i Walter Gropius.

### Dzieła
- 1901 – dom własny w Darmstadt[1]
- 1906–1907 – krematorium w Hagen w Westfalii[1]
- 1908 – hala turbin AEG w Berlinie[1]
- 1925 – grób ostatniego kanclerza Cesarstwa Niemieckiego a zarazem pierwszego prezydenta Niemiec Friedricha Eberta w Heidelbergu[2]
- 1927 – dom wielorodzinny na wystawie Werkbundu w Weißenhofie (Stuttgart)
- 1929 – stacja metra Moritzplatz w Berlinie[3][4]
- 1930–1932 – budynki Alexander-Haus i Berolina-Haus przy Alexanderplatz w Berlinie[2]